# 伊藤徳宇
伊藤 徳宇（いとう なるたか、1976年〈昭和51年〉11月3日 - ）は、日本の政治家。三重県桑名市長（4期）。
三重県桑名市議会議員（2期）、桑名員弁広域連合議会議員などを歴任した。

## 来歴

### 生い立ち
三重県桑名郡多度町（のちの三重県桑名市）にて生まれた。多度町立多度西小学校、多度町立多度中学校を経て、三重県立桑名高等学校を卒業。上京し、早稲田大学政治経済学部経済学科に入学する。留年を経て、2000年に大学を卒業した。

### フジテレビにて
大学卒業後、フジテレビジョンに就職。同社では、主として営業や衛星放送の番組編成などを担当した。その頃、知り合いの東京都渋谷区議会議員が、地方議会議員の仕事について「街をプロデュースする仕事だよ」と語るのを聞き、関心を抱く。2005年、フジテレビを退社。

### 政治家として
2006年に桑名市議会議員選挙に立候補し、初当選を果たした。しかし、「しょせん34人のうちの1人では変えられない。市議としてできることとできないことが見えてきた」と述べるなど、桑名市議会議員としての活動に限界を感じ、2008年の桑名市長選挙に立候補した。しかし、現職の水谷元に約6000票差で敗れ、落選した。その後は、愛知県名古屋市の外資系生命保険会社に就職し、営業を担当する。
2010年の桑名市議会議員選挙に再び立候補し、返り咲きの当選を果たした。その後、嘉田由紀子が設立した未来政治塾の塾生となる。
2012年の桑名市長選挙に再び立候補し、現職の水谷元と一騎討ちで争うことになった。桑名市長選挙は同年12月2日に投開票が行われ初当選した。同年12月19日付で市長に就任した。
2016年の市長選は自民党・民進党の推薦と公明党の支持を受けて立候補。元市議の小川満美ら2候補を破り再選。
2020年の市長選では元県議の倉本崇弘が「全世帯に3万円の商品券を給付する」ことを選挙公約に掲げ立候補した。倉本はメディアの取材に応じ「財源には財政調整基金などを充てる」と答えた。伊藤は、桑名市議も務めた倉本に対し「地方財政はよく理解しているはず。ばらまきのような施策を掲げるのは無責任だ」と批判した。投開票の結果、倉本ら2候補を破り3選。
2024年の市長選は、元トラック運転手の平山正一郎を破り4選。

## 政策・主張
- 平成の大合併にともない、2004年に旧桑名市、桑名郡多度町、長島町の1市2町が合併して新桑名市が誕生したが、その問題点を指摘している。2012年の桑名市長選挙に立候補した際には、水谷元の市政に対して「旧2町の人の声が届かない市政になっている」[14]と指摘している。
- 桑名市総合医療センターの新病院建設を推進している[8]。2012年の桑名市長選挙に立候補した際には、同病院の建設計画について「計画通りに引き継ぐ」[14]と主張した。また、「医師を集め、桑名で安心して医療を受けられる体制をつくりたい」[15]と主張している。
- 2020年4月24日、新型コロナウイルス対策の財源に充てるため、自身を含む特別職5人、市議会議員26人の6月と12月の期末手当から各10万円を減額すると発表した[22]。